# 山脈

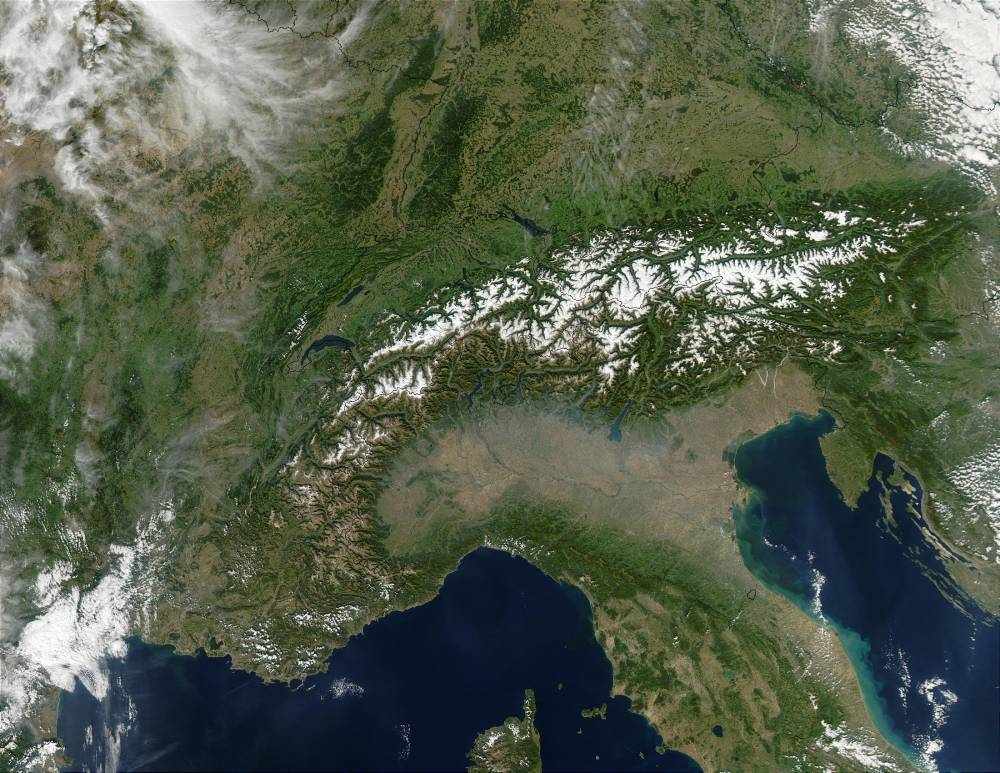
アルプス山脈の衛星写真

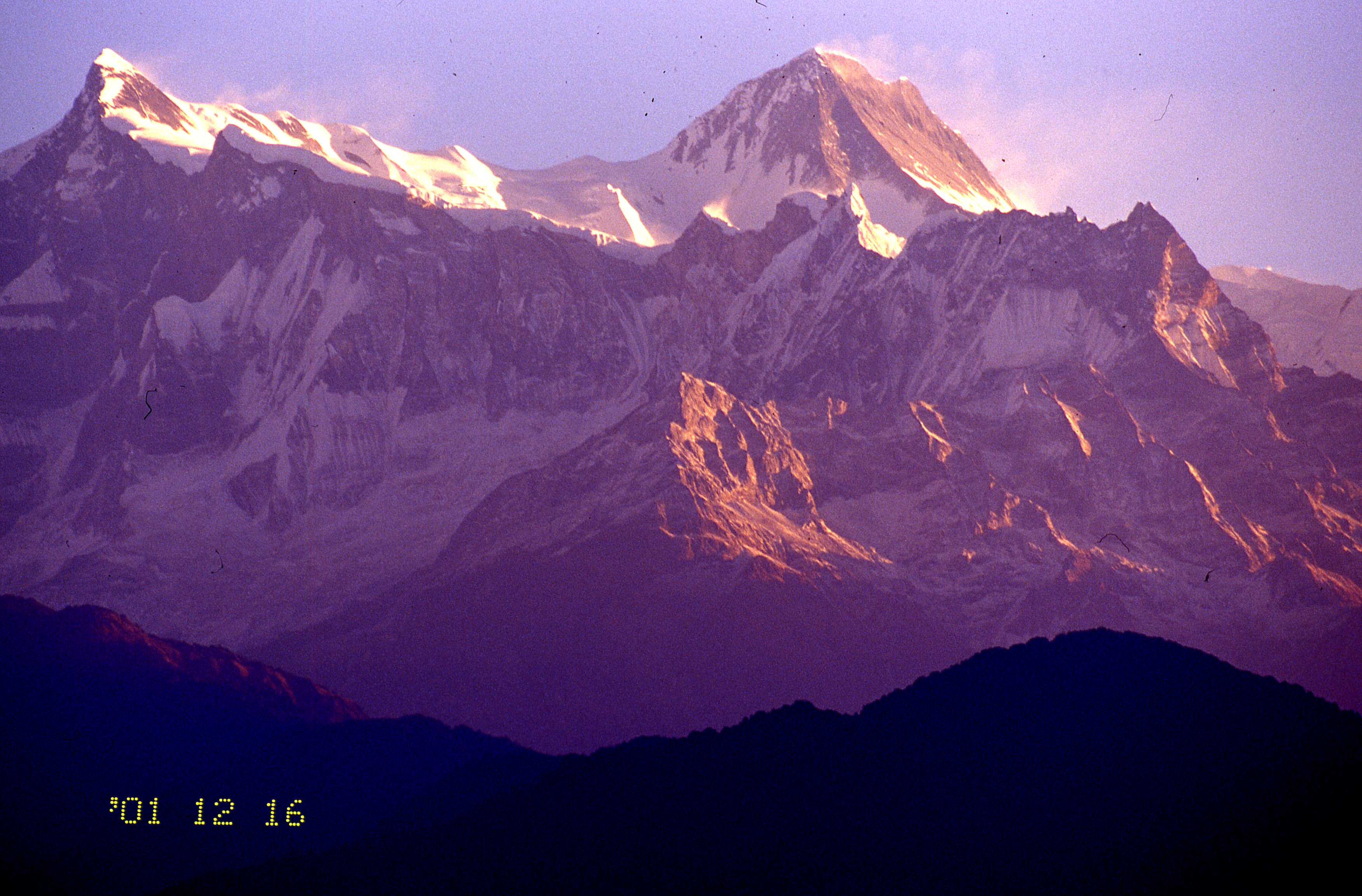
ヒマラヤ山脈アンナプルナ、マチャプチャレ

山脈（さんみゃく）とは、低地の間に挟まれる、細長く連続的に伸びる山地のことである。

## 地理学上の山脈
山脈の定義について、1954年（昭和29年）に地理調査所は「とくに顕著な脈状をなす山地をいう」と定めた。
英語圏でmountains や range あるいは mountain range となっているもののほとんどが「山脈」と訳されている。しかし、英語圏では日常用語として山脈の意味でmountain range（range）を用いることはほとんどないと指摘されている。
「山地」と「山脈」の関係も不統一で、慣用的に世界の山々のほとんどが「山脈」と訳される一方、日本の山々については「山地」「山脈」「高地」などに呼び分けている。「山地」と「山脈」の地理上の関係についても、同格の用語とする例（例：讃岐山脈と剣山地）、山地のほうを総括的な上位の用語とする例（例：四国山地と讃岐山脈）、山脈のほうを上位とする例（例：奥羽山脈と真昼山地）がある。

## 地質学上の山脈
地質学では大陸各地の山脈の形成機構には共通の運動モデルがあるとされ造山運動の考え方が生まれた。
プレートテクトニクスでは大陸プレート同士の衝突により衝突山脈（collision mountain） が形成されるとする。たとえば、ヒマラヤ山脈はインドプレートがユーラシアプレートに衝突したために形成されたものである。なお、山脈を地表の巻き込み現象とする見解がある。それによれば、ピレネー山脈とアルプス山脈とカフカス山脈が一つの脈であり、アトラス山脈とアペニン山脈が別の脈になっている。